# Плисковско-преславска култура
Плисковско-преславската култура е понятие, с което се обозначава материално-художествената култура на Първата българска държава. Наименованието произлиза от имената на столиците Плиска и Преслав, където са запазени най-много нейни паметници. Такива са открити още край Мадара, Шумен, гр. Нови пазар, с. Хан Крум и др., както и на територията на съвременна Румъния. Румънските археолози предпочитат да наричат Плисковско-Преславската култура, „Култура Дриду“. Част от тях подлагат на съмнение българския ѝ произход, поне що се отнася до находките в Румъния. В рускоезичната литература е наложено наименованието „Балкано-дунавска култура“, с което се обозначават паметниците на културата на Първото българско царство, открити в Южна Бесарабия — части от днешна Украйна и Молдова.

## Архитектура
Най-характерна особеност на Плисковско-Преславската култура е монументалната ѝ архитектура, нямаща аналог в съвременното и византийско строителство. Обикновено корените ѝ се търсят в древноримските строителни традиции. Спорен в науката остава въпросът дали българите са донесли тези традиции от прародината си, или са ги усвоили от римските строежи на Балканския полуостров. Изказано е предположение, че по строежите в Преслав са работили хърватски майстори ползващи строителна техника заимствана от двореца на Диоклециан. Монументални строежи са запазени и преди епохата на Златния век, поради което това обяснение не е напълно задоволително. Интересна е съпоставката на архитектурата на Волжка и Дунавска България от 10 век. За разлика от укрепленията на Плиска и Преслав, тези на главните градове във Волжка България са били изградени почти без изключения от дърво, но малкото запазени каменни постройки (кули, храмове) напомнят монументалното строителство на Първата българска държава.

### Военна и дворцова архитектура
- Градеж

Археологическите разкопки в Плиска показват наличие на два различни типа строителство и дават основание да се говори за два основни етапа в изграждането на първата столица на Дунавска България. При първия, като строителни материали се ползват дърво и тухли. При втория отбранителните съоръжения са изградени от добре одялани варовикови блокове наричани квадри. Те са подреждани в стил рустика (два на дължина и един на ширина) и споени с хоросан. Този тип градеж е добре познат от римската архитектура. Същият е използван при изграждане крепостните съоръжения на Преслав, военният лагер при село Хан Крум (Чаталар), ловният дворец (или болярско жилище) край Мадара, крепостта на остров Пъкуюл луй Соаре, Румъния. В Преслав квадрите са по-дребни, но самите стени по-дебели. За разлика от строителството на Втората българска държава, крепостите на Първата се изграждани най-често в равнинни места. За укрепване на терена се използват набити в земята дървени колове.
При дворцовите постройки в Преслав вместо варовик е употребен мрамор, а хоросанът е примесен със стрити на прах тухли, което му придава розов оттенък. Целта е да се осигури водонепропускливост на стените. Откритите парчета от синьо и зелено стъкло показват че кръглите прозорци са били остъклени.
При разкопки в Плиска, Преслав и Мадара са открити останки от помещения изградени от ломени камъни, споени с кал. Предполага се че става дума за стопански постройки и казарми.
- Дворцови комплекси

Разкрити са останките на два дворцови комплекса: Плисковският и Преславският. Състоят се от дворцови, култови (езически и християнски), жилищни, санитарни и стопански помещения. Сградите от старобългарски произход край Мадара са определяни понякога като малък дворцов комплекс принадлежащ на владетел или висш болярин.
- Водоснабдяване и хипокауст

Разкритите керамични тръби в първите две столици на Дунавска България дават основание да се смята, че поне най-представителните сгради в тях са били водоснабдени. В каменен надпис на кан Маламир се говори за построен в столицата от кавхана Исбул водоскок (водопровод ?). В Плисковския дворцов комплекс е разкрита сграда определена от археолозите като баня. Тя е била снабдена с подово отопление (хипокауст). Инсталацията се е състояла от пещ загряваща котел с вода и керамични тръби разположени под пода. Изчислено че, по този начин температурата е можела да достигне до 30 °C, тоест целта е била не да се получи сауна или помещение от типа на римските калдариуми а да се поддържа подходяща за баня топлина. Сградата в Преславския дворцов комплекс определена като „Приемен дворец“ е имала подобна отоплителна инсталация в стените си.
- Валове и окопи

Освен стените и кулите, като допълнителна защита на крепостите се използват окопи и валове от насипана пръст.
Такава отбранителна система са имали Плиска и Дръстър (Силистра). Добре проучен е „Големият окоп“ около първата българска столица. Той има трапецовидна форма и приблизителни размери 7×4×3 км. Пръстта от него е натрупана под формата на вал от вътрешната му страна, и върху нея е изградена стена и защитни кули от дърво.
Валове и окопи са широко използвани за предпазване на границите от вражески нападения. Най-големият известен окоп на територията на съвременна България е Еркесия (в превод от турски: Земен прорез), който е осигурявал Българо-Византийската граница. Дължината му е 137 км, дълбочината варира от 1 до 1,5 м, ширината е между 4 и 10 метра. Валът му е с ширина до 15 м и височина над 1 м. От централния окоп се отделят няколко разклонения. Системи от окопи и валове са открити и в Добруджа, Северозападна и Източна България, Стара Планина и на територията на днешна Румъния. В „Български апокрифен летопис“ от 11 век се споменава, че кан Аспарух построил „велик презид от Дунав до Черно море“. Предполага се че става дума за някой от трите добруджански окопа, един от които е изграден от камъни. Арабският писател Ал Масуди, разказва, че българите поставяли като допълнителна защита „тръни“ върху насипите. По археологически път не е установено изграждани ли са върху валовете дървени отбранителни съоръжения.

### Храмова архитектура
Наличието на два вида религиозни постройки (езически и християнски) се обуславя от смяната на държавната религия в България през 864 г. Навярно според практиката на християнството езическите храмове са били разрушени и на тяхно място издигнати църкви.
- Езически храмове

Под основите на дворцовата църква в Плиска личат останките на сграда определяна от археолозите като езически храм. Тя има план на два вписани един в друг правоъгълника. Поради пълното и разрушение за външния и вид могат да се правят само предположения. Подобен тип сграда е открита и в „Ловният дворец“ край Мадара и в Преслав.
- Християнски храмове

Във връзка с налагането на новата религия, след 864 г. започва строителство на множество християнски храмове. Най-внушителният от тях е Голямата базилика в Плиска, чиято дължина заедно с перистила е почти сто метра. Размерите и монументалният ѝ градеж от варовикови квадри и пояси от тухли, я правят едно от най-впечатляващите архитектурни съоръжения в Европа от епохата. Типът на трикорабните базилики е широко използван в строителството на Първата българска държава. Към него принадлежат „Дворцовата базилика“ в Плиска и църквата „Свети Ахил“ на едноименния остров. Представители на кръстокуполния тип са Първата и Втора църкви на манастира в Аврадака и църквата „Свети Йоан Кръстител“ в Несебър. Уникална както с архитектурния си план така и с пищната си украса е Кръглата църква в Преслав.
Характерна особеност при градежа на християнските храмове принадлежащи на Плисковско-Преславското строителство е разделянето на корабите с редуващи се колони и четвъртити стълбове, използването на капители и колони от стари римски сгради и разчленяването на фасадите с плоски псевдоконструктивни ниши. Последните обикновено не отговарят на вътрешното пространство а изпълняват чисто декоративни функции. Докато в Северна България, църквите се изграждат най-често от камък и употребата на тухли е малка, в западните български земи – Македония, смесеният градеж е обичаен. Примери в това отношение са църквите „Света София“ в Охрид, църквата на манастира „Свети Наум“ на Охридското езеро, църквата „Свети Безсребреници“ („Свети Врач“) в Костур и други.
Наред с големите и впечатляващи храмове са открити множество скромни по размер еднокорабни базилики, нямащи представителни функции но необходими за обслужване на християнския култ.

## Скулптура
Най-известното скулптурно изображение на епохата е Мадарският конник представящ триумфиращ владетел на кон, пронизващ лъв. То няма аналог в Плисковско-Преславската скулптура поради което са изказвани съмнения относно принадлежността му към нея. Сред доводите за противното са подобието му с конника от Наг Сент Миклошкото златно съкровище и сходният със Старозагорските релефи скулптурен маниер.
Скулптурата е използвана най-вече като важна част от украсата на представителните дворцови и църковни постройки. В Чаталарският строителен надпис на кан Омуртаг се говори за построения от него дворец и скулптурната му украса, представляваща два каменни лъва върху колони. В развалините на военния лагер Аул на Хан Омуртаг край село Хан Крум са открити единият от тези лъвове и фрагменти от втория. Изработени са от мрамор. Запазеният лъв е издялан легнал върху плоча. От долната ѝ страна има плитък отвор за напасване върху колоната. Скулптурите са служели за украса входа на двореца. Статуи на лъвове или части от тях са открити и в столиците на Първата българска държава. Лъвът от Плиска е изработен от бял варовик и има дължина 0,65 м. Плоско издяланият му гръб дава основание да се смята, че е служел за база на колона. Преславският е мраморен, с дължина 0,58 м. Представен е клекнал върху плоча.
Находките от Хан Крум, Плиска и Преслав показват една утвърдена традиция в украсата на главните входове на дворцовите сгради.
С богата външна и вътрешна скулптурно-декоративна украса (колони, капители, корнизи, гаргойли) се отличавали и някои християнски храмове във и около Преслав: Първа и Втора църкви в местността Аврадака, базиликата в Гебеклесе и особено Кръглата църква в Преслав. Използвани са декоративни орнаменти, типични за гръко-римското изкуство: палмети, полупалмети, ови, аканти, „вълчи зъби“, „куки“ и други. По някои капители са запазени изображения, на пръв поглед нетипични за християнски храмове: заек преследван от куче, лисица. Възможно е в тях да се крие християнска символика. Открити са и части от мраморни плочи с геометрични мотиви (навярно от олтар) и колонки с издълбани гнезда за вграждане на цветен емайл. Скулптурно-декоративна украса е притежавал и Преславският дворец. Съхранен е фрагмент от горен праг на врата с украса от торос, палмети и изображение на крилат грифон.
Запазени са пет |релефни плочи от Старозагорско, датирани от 9 – 10 век, с изображения на лъвица с лъвче, грифон, два пауна на дърво на живота, двуглав орел и лъв. Фонът около фигурите е плоско изрязан, детайлите са гравирани в графичен маниер. Подобен е и релефът от Нова Загора. На съхранения фрагмент се вижда глава на жена с шапка (корона?), свиреща на флейта. Тялото не е запазено. Никола Мавродинов предполага, че изобразената е жена-кентавър. Смята се, че маниерът на тези релефи е заимстван от дърворезбата, чиито произведения до наши дни не са оцелели. С по-пластична моделировка се отличава релефът от Шуменската плоча. На нея е представено езическо божество с меч в ръка. От двете му страни са изобразени две змии, а под тях същества, определяни като лъвове или кучета. Към старобългарското скулптурно изкуство от този период някои учени отнасят сандъка от италианския град Терачина. По три от страните му са изобразени множество сцени, отнасящи се към езическата митология на прабългарите. Докато символиката на митични същества и животни като лъв, грифон, паун (символ на безсмъртие), двуглав орел лесно може да се разгадае, то в случаите с Шуменската плоча и сандъка от Терачина могат да се правят само предположения.

## Живопис
Поради големите разрушения в Плиска и Преслав, за живописната украса на сгради като „Голямата базилика“, „Кръглата църква“, „Приемният дворец“ не се знае нищо. Най-старите живописни изображения, отнасящи се към Плисковско-Преславската култура, са детайлите от керамични икони, открити в Преслав. По тях са изобразени светци и ангели. Някои от паната са с кръгла форма. Основно изразно средство е контурът. Формата е плоскостно третирана, цветовете са ярки и жизнени. Едно от редките добре запазени произведения от този род е керамичната икона „Свети Теодор Стратилат“, открита в развалините на манастира „Свети Панталеймон“ край Преслав. Уникален е рисуваният керамичен иконостас от дворцовия манастир на Симеоновата столица.
За живописта от епохата се съди по запазени фрагменти от стенописи в някои църкви. Изображенията на 8 ангела по барабана и 16 пророци в купола на „Свети Георги“ в София са отнасяни към края на 10 век. Те се отличават с монументалност. В църквата при село Водоча са съхранени три образа на Богородица, летящи ангели, светците Панталеймон и Евпъл. С високи художествени качества се отличава изображението на дякон Исавър. Части от стенописи, отнасящи се към 10 век, са известни още от църквите: „Свети Врачи“ в Костур, „Света София“ в Охрид и „Свети Ахил“ на Преспа.
Доколкото може да се съди по оцелелите фрагменти, българската живопис от 10 век се различава от византийската с известна реалистичност. Лицата на светците са кръглоглави и се отличават с индивидуалност.

## Миниатюра
Оригинални старобългарски ръкописи с миниатюри от епохата не са запазени. За нивото на този вид изкуство в България през 8-10 век се съди по копия, правени в Киевска Рус. В руския препис на „Учително евангелие“ от Константин Преславски, направен през 12 век, е съхранено изображение на княз Борис I. Миниатюрата се намира на първата страница на ръкописа. Българският владетел е представен прав, във фас, на златен фон. Изображението е обрамчено от две рисувани колонки с капители и арка върху тях. Князът е облечен в пурпурна далматика, извезана със злато. В дясната си ръка държи кръст. Лицето му е младо, с малки мустаци и къса брада. В „Иполитовият сборник“ съществува подобно изображение на цар Симеон I но лицето му е напълно заличено, поради неуспешни опити за реставрация.
В руския препис на „Симеоновият сборник“ от 1073 г. са запазени пет цветни миниатюри на цяла страница и три заглавки, рисувани с перо. Четири от миниатюрите изобразяват църковни дейци от Преславската школа. Те са изобразени на групи, поставени в схематични изображения на църкви. Стилът на миниатюрите е декоративно-орнаментален и носи източно влияние, навярно от арменската миниатюрна школа.

## Златарство и ювелирно изкуство
- Многоставни коланни накити

В „Шестоднев“ Йоан Екзарх описва българските боляри със златни гривни и огърлици, а арабският посланик Ибрахим Ибн Якуб разказва, че пратениците на цар Самуил при император Отон I носели колани с копчета от злато и сребро. Носенето на многоставни колани от българите през тази епоха е засвидетелствано и от Айнхард и епископ Лиудпранд. То се потвърждава и от археологическите находки. Според ранга на собственика си коланите се изработват от бронз, сребро или злато. Състоят се от звена с разнообразна форма и украса. Към тях често са прикрепяни допълнително висулки, служещи за окачване на различни предмети или за украса. Предполага се, че коланите имат и сакрална функция, а някои от висулките им представляват амулети. Като характерни елементи на украсата им могат да се посочат техниката на гранулиране (редове от метални зрънца) и техниката на клетъчния емайл. Сред най-известните находки са Първият и Втори коланни накити от Мадара, богато гранулираният ремъчен накрайник от село Ветрен, запазеният цял бронзовият коланен накит от Преслав.
- Трапезна посуда

Наг Сент Миклошкото златно съкровище е най-известната прабългарска колективна находка на трапезни съдове. Тяхното многообразие (кани, тасове, канчета, ритон, сасанидски съд) кара учените да смятат, че не става дума за сервиз, а за сбор от разнородни и разностилни съдове. Особен интерес представляват кани № 2 и № 7, на които са изобразени митологични персонажи. Едно от изображенията на кана № 2 представя тежковъоръжен български конник, влачещ за косите пленник. В някои от съдовете е използвана техниката на клетъчния емайл.
В гроб край Преслав е открита сребърна чаша с височина 5,2 см и диаметър 9,2 см. От външната страна на дъното ѝ личи надпис на гръцки: „Помагай, Господи, Сивин, велик жупан в България“. От външната страна на чашата има декоративна украса с растителни мотиви, разположена в три пояса. Средният е по-широк, с изображения на палмети и полупалмети, образуващи повлек. За знатния собственик на чашата и титлата му са изказвани различни предположения. Понякога той е отъждествяван със Савин, а титлата тълкувана като заместител на хана.
- Накити

Най-значимата находка на накити, спадащи към изкуството на Плисковско-Преславската култура, е Преславското златно съкровище, датиращо от средата на 10. век. Предполага се, че е принадлежало на българска княгиня.
Особен интерес представлява диадемата с изображения на Александър Македонски, лъвове и грифони, пресъздадени чрез техниката на клетъчния емайл. В апликацията с изображения на пауни е използвана друга типична техника — гранулация.
Сравнително по-елементарна е изработката на златните и сребърни накити от Шереметевското съкровище. Украсата се състои предимно в гравирането на прости геометрични мотиви („рибя кост“, точки) в метала.
В Плиска, Преслав и др. са открити множество по-малки или единични находки: обеци, гривни, токи, торкви, копчета. Често срещани са обеците с ладиевидна форма и гривните от усукана златна или сребърна тел.
Низшите класи са ползвали украшения от бронз и мед, с по-елементарна украса, както и прости гривни от синьо стъкло.
- Амулети

Множество находки, изработени най-вече от бронз, са определяни като прабългарски и славянски амулети. Сред най-известните са розетата с прабългарски руни и изображението на конче с глава на митичен герой или божество. В Преслав са открити множество кръгли по форма амулети с гравирани по тях знаци, по-рядко човешки изображения. Някои от тях имат халка за окачване.

## Керамика
- Художествена керамика

Една от най-характерните особености на Плисковско-Преславската култура е традиция за използване на глазирани керамични плочи, като декоративна украса на дворцови сгради и църкви. Тя няма аналог във византийското и западноевропейско изкуство. Предполага се, че произходът ѝ е азиатски. Доказателство е за уникалното смесване на разнородни стилове в българското изкуство от 8-10 век. Керамичните плочки са изрисувани с геометрични или растителни орнаменти. Подреждани са така, че да образуват фризове с безкрайно повтарящи се мотиви. Богата декоративна украса е имала църквата на манастира в местността Патлейна.
- Битова керамика

Основен източник на информация за прабългарска трапезна керамика са проучванията на некрополите край Нови пазар, Девня и Варна. Съдовете са изработвани с помощта на грънчарско колело (за разлика от славянските) с ръчно задвижване, по изключение крачно. За изпичането са ползвани двуетажни пещи. Гърнетата от сива глина обикновено са с широки гърла и без дръжки. Най-често украсата им се състои от гравирани по повърхността им хоризонтални или вълнообразни линии. Среща се и мотивът „рибя кост“. Друг тип често откривани керамични съдове са каните. Те имат яйцевидна форма и една дръжка. Находките от Плиска, Преслав, Мадара и др. съвпадат с наблюдаваните в некрополите край Нови пазар, Девня и Варна. По форма и украса прабългарската битова керамика се родее с тази на Салтово-Маяцката култура, откривана в Северен Кавказ, Крим и край Азовско море.